# 野一色助重
野一色 助重（のいっしき すけしげ）は、江戸時代初期の武将。徳川氏の家臣。中村一氏の部将・野一色助義（頼母）の次男。
慶長17年（1612年）、徳川家康の命で家康の子・秀忠の附属となる。大坂夏の陣では青山忠俊隊に属したが、道明寺の戦いで討死する。
跡目は、父・助義と助重の戦功により弟の義重が継ぎ、2,000石の旗本となって存続した。